# Dröbischau
Dröbischau é uma localidade e antigo município da Alemanha localizado no distrito de Saalfeld-Rudolstadt, estado de Turíngia. Pertence ao Verwaltungsgemeinschaft de Mittleres Schwarzatal. Desde 1 de janeiro de 2019, forma parte do município de Königsee.